# Esplanade Hubert-Beuve-Méry
L’esplanade Hubert Beuve-Méry est une voie située dans le 13e arrondissement de Paris.

## Situation et accès
L'esplanade se trouve devant le siège du journal Le Monde, le long de l'avenue Pierre-Mendès-France.

## Origine du nom
Depuis le 11 avril 2025, elle porte le nom de Hubert Beuve-Méry, journaliste français et fondateur du journal Le Monde.